# Julien Pillet
Julien Pillet (Dijon, 28 de septiembre de 1977) es un deportista francés que compitió en esgrima, especialista en la modalidad de sable.
Participó en tres Juegos Olímpicos de Verano, obteniendo en total tres medallas en la prueba por equipos, plata en Sídney 2000 (junto con Mathieu Gourdain, Damien Touya y Cédric Séguin), oro en Atenas 2004 (con Damien Touya y Gaël Touya) y oro en Pekín 2008, en la prueba por equipos (con Nicolas Lopez y Boris Sanson).
Ganó 6 medallas en el Campeonato Mundial de Esgrima entre los años 1999 y 2007, y 10 medallas en el Campeonato Europeo de Esgrima entre los años 1997 y 2009.

## Palmarés internacional
| Juegos Olímpicos   | Juegos Olímpicos        | Juegos Olímpicos  | Juegos Olímpicos  |
| Año                | Lugar                   | Medalla           | Prueba            |
| ------------------ | ----------------------- | ----------------- | ----------------- |
| 2000               | Sídney (Australia)      | Medalla de plata  | Sable por equipos |
| 2004               | Atenas (Grecia)         | Medalla de oro    | Sable por equipos |
| 2008               | Pekín (China)           | Medalla de oro    | Sable por equipos |
| Campeonato Mundial |                         |                   |                   |
| Año                | Lugar                   | Medalla           | Prueba            |
| 1999               | Seúl (Corea del Sur)    | Medalla de oro    | Sable por equipos |
| 2001               | Nimes (Francia)         | Medalla de plata  | Sable individual  |
| 2002               | Lisboa (Portugal)       | Medalla de plata  | Sable individual  |
| 2005               | Leipzig (Alemania)      | Medalla de bronce | Sable por equipos |
| 2006               | Turín (Italia)          | Medalla de oro    | Sable por equipos |
| 2007               | San Petersburgo (Rusia) | Medalla de plata  | Sable por equipos |
| Campeonato Europeo |                         |                   |                   |
| Año                | Lugar                   | Medalla           | Prueba            |
| 1997               | Gdansk (Polonia)        | Medalla de bronce | Sable individual  |
| 1999               | Bolzano (Italia)        | Medalla de oro    | Sable por equipos |
| 1999               | Bolzano (Italia)        | Medalla de bronce | Sable individual  |
| 2001               | Coblenza (Alemania)     | Medalla de plata  | Sable individual  |
| 2001               | Coblenza (Alemania)     | Medalla de plata  | Sable por equipos |
| 2006               | Esmirna (Turquía)       | Medalla de bronce | Sable individual  |
| 2007               | Gante (Bélgica)         | Medalla de bronce | Sable por equipos |
| 2008               | Kiev (Ucrania)          | Medalla de plata  | Sable por equipos |
| 2009               | Plovdiv (Bulgaria)      | Medalla de plata  | Sable individual  |
| 2009               | Plovdiv (Bulgaria)      | Medalla de bronce | Sable por equipos |